# Голодов, Георгий Алексеевич
Георгий Алексеевич Го́лодов (1906, Петровск, Ярославская губерния — 1981, Москва) — руководитель строительных организаций, лауреат Ленинской премии.

## Биография
Родился в 1906 года в городе Петровск (ныне — пгт Петровское в Ростовском районе Ярославской области). Окончил школу в г. Петровск и Ленинградский институт инженеров коммунального строительства (1932). Работал в Москве.
Во время войны начальник Управления автодорог, начальник Военно-мостового управления, заместитель начальника Дорожного управления 1-го Белорусского фронта. Инженер-подполковник.
В 1945—1949 начальник управления газового хозяйства Мосгорисполкома. С 1 июля 1949 по 3 марта 1953 года заместитель председателя Исполкома Моссовета.
В 1953—1955 начальник Управления строительства дорог Главмосстроя. В 1955—1959 нач. Управления строительства стадиона в Лужниках. В 1959—1968 начальник управления дорожно-мостового строительства Главмосстроя.
Организатор и с 02.04.68 по 14.03.74 первый начальник Главмосинженерстроя (Главного управления по строительству инженерных сооружений Москвы).

## Награды и премии
Ленинская премия 1959 года — за строительство стадиона в Лужниках. Государственная премия СССР.
Награждён двумя орденами Ленина (1957, 16.03.1949), двумя орденами Трудового Красного Знамени (1940, 1947), орденами «Знак Почёта», Октябрьской Революции, Красного Знамени (1945), Красной Звезды, двумя орденами Отечественной войны 1 степени и медалями. Заслуженный строитель РСФСР.